# Izaak Abramowicz Sierbow
Izaak Abramowicz Sierbow (ur. 25 maja 1871 w Kulszycach w powiecie bychowskim, zm. 21 stycznia 1943 w Tambowie) – białoruski etnograf i archeolog, sekretarz naukowy wydziału etnografii w Katedrze Etnografii i Folkloru Instytutu Historii Akademii Nauk. Uznawany za pierwszego etnografa Polesia.

## Życiorys
Urodził się w rodzinie białoruskiego chłopa małorolnego. W roku 1892 ukończył Seminarium Pedagogiczne w Połocku po czym uczył w szkołach miejskich i wiejskich.  W roku 1901 ukończył studia w Instytucie Archeologicznym w Moskwie. Wykładał i kierował wydziałem etnografii na Białoruskim Uniwersytecie Państwowym. Od roku 1929 był sekretarzem naukowym wydziału etnografii w Katedrze Etnografii i Folkloru Instytutu Historii Akademii Nauk.
Jako wysłannik Carskiego Rosyjskiego Towarzystwa Geograficznego latem i zimą 1911 oraz latem 1912 odbył trzy wyprawy etnograficzne dokumentując na fotografiach życie mieszkańców zachodniej i wschodniej części Polesia oraz południowo-wschodniej części środkowej Białorusi. Zachowało się około 600 fotografii wykonanych przez I.A. Sierbowa za pomocą przenośnego aparatu fotograficznego „Kodak”. Zbiór 154 jego fotografii jest przechowywany w Narodowym Muzeum Historycznym Republiki Białoruś w Mińsku, a pozostałe w bibliotece Uniwersytetu Wileńskiego.
Izaak Abramowicz Sierbow, uznawany jest za pierwszego fotografa dokumentalistę Polesia. Zbierał również pieśni ludowe, podania i 
legendy Polesia, które w drugiej połowie XIX wieku było postrzegane jako ostoja słowiańskich tradycji.